# Trás-os-Montes e Alto Douro

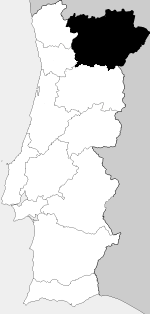
Den gamla provinsen Trás-os-Montes e Alto Douro.

Trás-os-Montes e Alto Douro var en administrativ provins i nordöstra Portugal mellan 1936 och 1976.
Det gamla Trás-os-Montes e Alto Douro gränsade i väst till Minho, i norr och i öst till Spanien, och i söder till Beira Alta. Provinsen motsvarade ungefär dagens Distrito de Vila Real och Distrito de Bragança, samt några kommuner i Distrito da Guarda och Distrito de Viseu.

## Viktigaste städer
- Vila Real
- Bragança
- Chaves
- Mirandela
- Macedo de Cavaleiros
- Lamego
- Peso da Régua
- Mogadouro
- Miranda do Douro
- Valpaços

## Bildgalleri

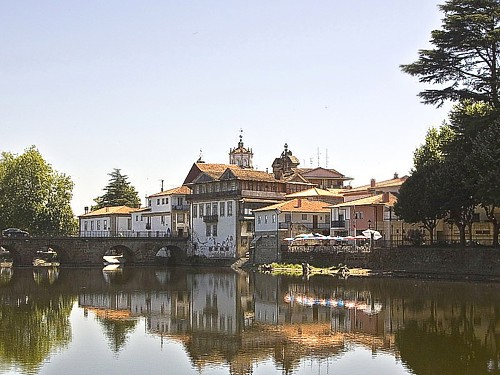
Staden Chaves
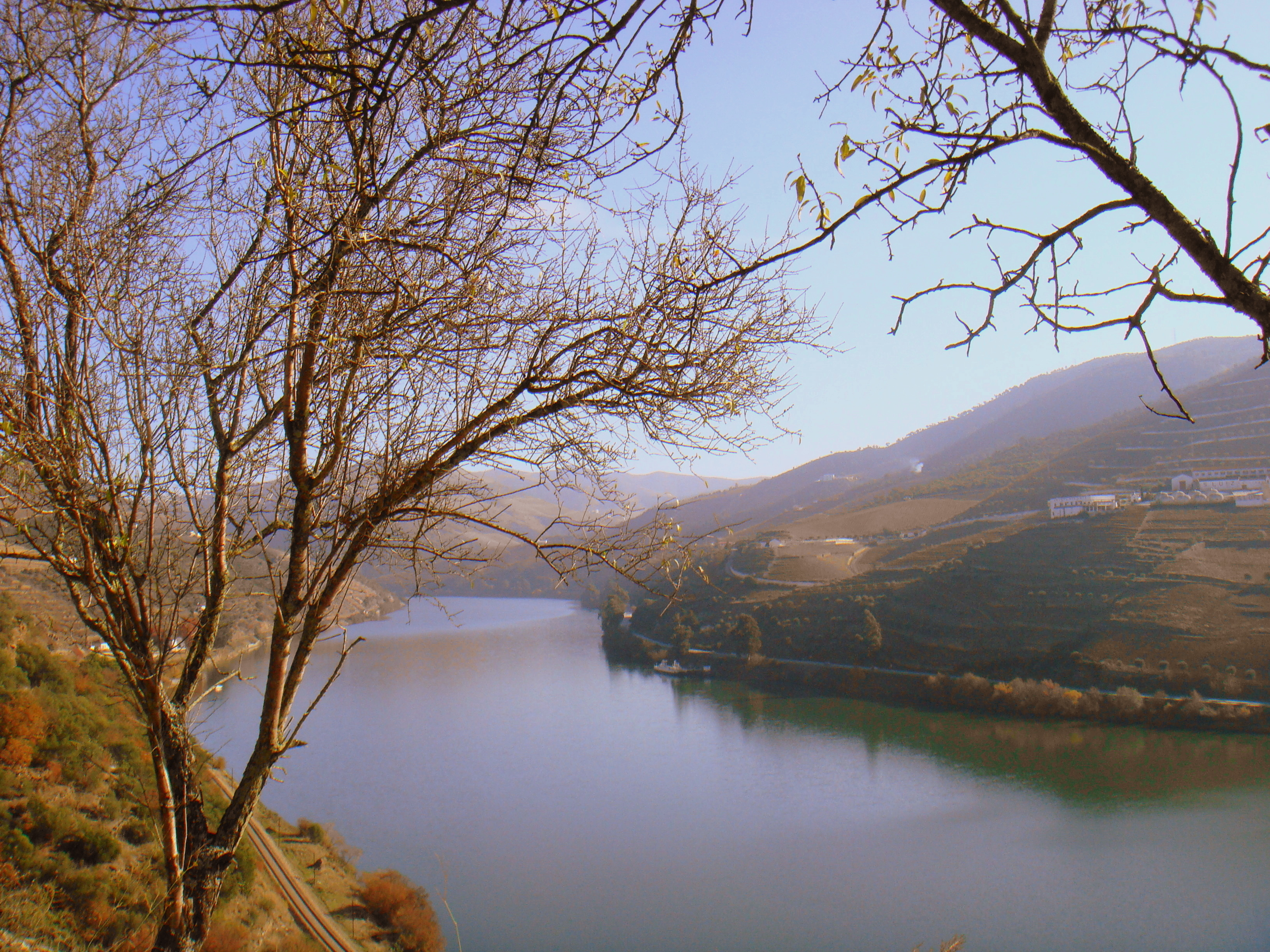
Douro-floden
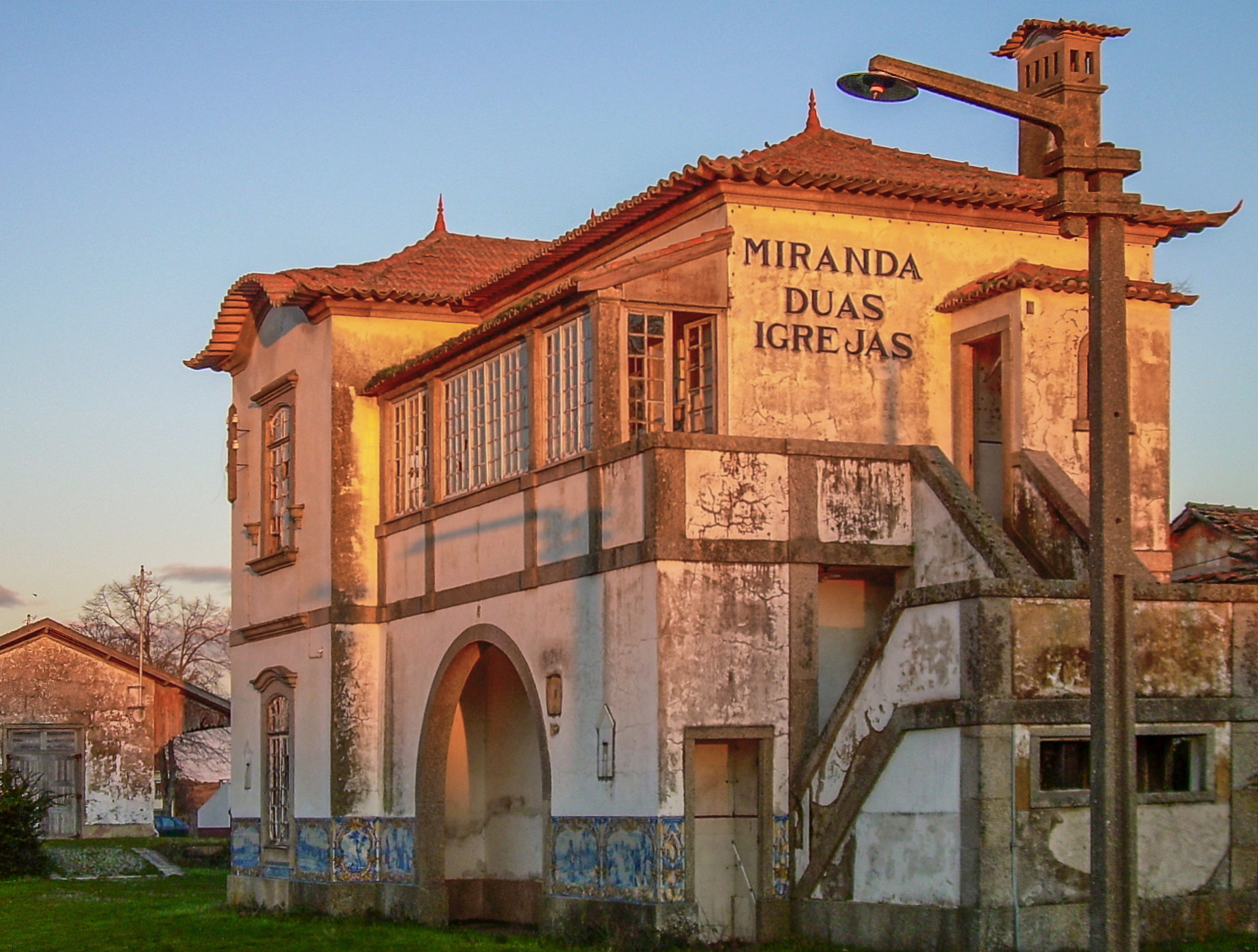
Järnvägsstation i Duas Igrejas
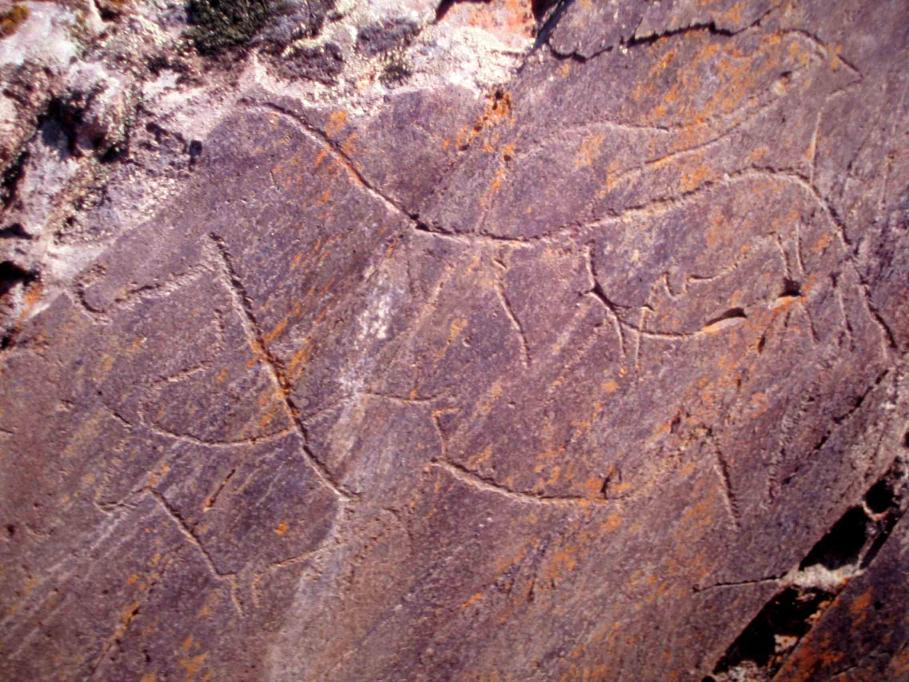
Hällristningar i Côadalen